# 11755 Paczynski
11755 Paczynski è un asteroide della fascia principale. Scoperto nel 1960, presenta un'orbita caratterizzata da un semiasse maggiore pari a 2,3833766 UA e da un'eccentricità di 0,1550688, inclinata di 2,83050° rispetto all'eclittica.
È dedicato all'astrofisico di origine polacca Bohdan Paczyński.